# Arcani (gmina)
Arcani – gmina w Rumunii, w okręgu Gorj. Obejmuje miejscowości Arcani, Câmpofeni, Sănătești i Stroiești. W 2011 roku liczyła 1346 mieszkańców.